# 坎伯恩
坎伯恩（Camborne）是英格蘭的一個城鎮和民政教區，位於英格蘭西南部康沃爾郡西部。1901年時，坎伯恩有人口14,726人，2001年人口普查時有人口20,010人，2011年時人口有20,845人。